# Wolowa
Wolowa (ukrainisch Волова; russisch Воловая Wolowaja, polnisch Wołowa) ist ein Dorf in der Ukraine im Rajon Werchowyna, in der Oblast Iwano-Frankiwsk.

## Geographie
Das Dorf liegt im  Nationalpark Huzulschtschyna. Die Sucha Rossytsch, ein linker Nebenfluss des Pychy, entspringt im Nordwesten des Dorfes.
Am 12. Juni 2020 wurde das Dorf ein Teil der neu gegründeten Siedlungsgemeinde Werchowyna im Rajon Werchowyna, bis dahin war es Teil der Landratsgemeinde Krywopillja (Кривопільська сільська рада/Krywopilska silska rada) im Norden des Rajons.

## Einwohnerzahl
Nach der Volkszählung der Ukraine von 2001 lebten 227 Menschen im Dorf.

## Persönlichkeiten
- Chaim Gross (1904–1991), US-amerikanischer Bildhauer und Zeichner jüdischer Herkunft